# مدرسه سینت پال
مدرسه سینت پال (به انگلیسی: St. Paul's School) یک مدرسهٔ شدیداً گزینندهٔ پیش‌دانشگاهی، مختلط شبانه روزی در کنکورد، نیوهمپشایر، وابسته به کلیسای اسقفی است. پردیس ۲٬۰۰۰-جریب-فرنگی (۸٫۱-کیلومتر-مربع) نیوهمپشر این مدرسه در حال حاضر دارای ۵۳۱ دانش آموز است که از سرتاسر آمریکا و جهان به آن می‌آیند.
دانش آموختگان این مدرسه از جمله برجسته‌ترین سیاستمداران آمریکا، مشاهیر و نیز برندگان جایزهٔ نوبل، از جمله جان کری، آلن خاضعی، شلدون وایت‌هاوس، ایان سامرهلدر و جان اندرز هستند.